# Sächsische Dichterschule

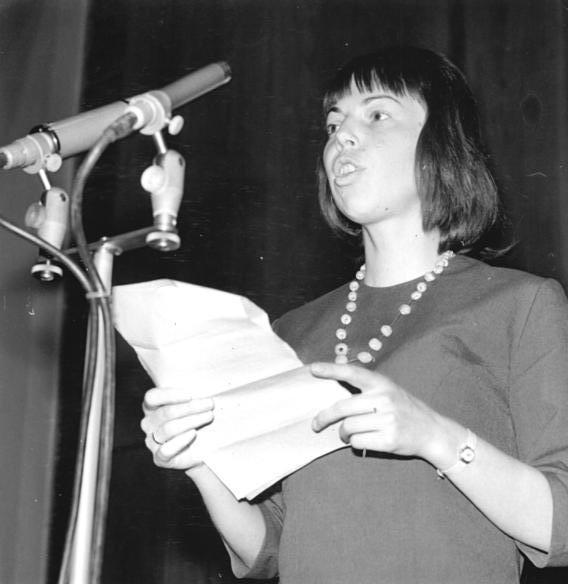
Sarah Kirsch, 1963 bei einer Lyriklesung

Sächsische Dichterschule ist eine Bezeichnung für einige bekannte junge Lyriker in der DDR in den 1960er und 1970er Jahren.

## Begriff
Der beteiligte Adolf Endler prägte den Begriff Dresdner, besser: Sächsische Dichterschule 1978 im Rückblick eher im saloppen Sinne, für zehn Lyriker, die in den 1960er Jahren in intensivem persönlichen Austausch miteinander gestanden hatten. 
Sie waren alle zwischen 1933 und 1940 geboren und seit den frühen 1960er Jahren literarisch in Erscheinung getreten.
Die meisten von ihnen stammten aus Dresden oder einer anderen sächsischen Stadt (außer Endler, Greßmann, Erb) und hatten das Literaturinstitut „Johannes R. Becher“ in Leipzig unter Georg Maurer besucht.
Adolf Endler nannte Sarah Kirsch, Volker Braun, Heinz Czechowski, Bernd Jentzsch, Karl Mickel, Uwe Greßmann, Rainer Kirsch, sich selbst, sowie die etwas weniger verlegten Richard Leising und B. K. Tragelehn. 
Der Begriff wurde dann seit den 1990er Jahren in der Literaturwissenschaft in einem allgemeineren Sinne für eine größere Gruppe von Lyrikern in der DDR verwendet.
So zählten einzelne Germanisten jeweils noch Elke Erb, Reiner Kunze, Kurt Bartsch, Wulf Kirsten und Wolf Biermann, oder Inge Müller, Walter Werner, Kito Lorenc und Thomas Brasch oder Andreas Reimann, Peter Gosse, Adel Karasholi, Manfred Jendryschik, Manfred Streubel und Axel Schulze dazu. (Fraglich sind Biermann, Kunze, Greßmann und Brasch, die nur wenige Kontakte zu den übrigen hatten, auch der Meuselwitzer Wolfgang Hilbig wird deshalb nicht dazugezählt.)
Bei Lesungen Ende 1990 rechnete sich noch Uwe Grüning dazu, die jüngeren Thomas Rosenlöcher und Wilhelm Bartsch verstanden sich in dieser Tradition, auch Kerstin Hensel und Ralph Grünenerger könnten so gesehen werden.

## Bedeutung
Diese jungen Autoren schufen eine völlig neue Lyrik in der DDR, die sich von den bisherigen konventionellen Formen und den politisch ausgerichteten Zweckgedichten deutlich unterschieden.
In ihren Texten stand vor allem ihr Alltag im Mittelpunkt, oft auf originelle und überraschende Weise, mit neuen sprachlichen Stilmitteln.

„(...) zähle ich vier Eigenschaften der sächsischen Dichterschule auf: Sanguinik, Weltbezug, Handwerksernst und Bestehen auf Vernunft.“

Die Autoren kamen bald häufiger in Konflikt mit den Vertretern der offiziellen Kulturpolitik, die sowohl an ihren unkonventionellen sprachlichen Formen als auch an zu kritischen Inhalten Anstoß nahmen.
Diese Auseinandersetzungen führten dazu, dass einige Autoren etwa 1977 in die Bundesrepublik zogen (Sarah Kirsch, Bernd Jentzsch) und andere sich in weniger anstößige literarische Bereiche wie Nachdichtungen (Rainer Kirsch) oder harmlosere Lyrik (Heinz Czechowski) zurückzogen.

## Gedicht
Sarah Kirsch hat den Freundeskreis so beschrieben
Als die Eulen zu fliegen begannen, die Käuze

Einladend riefen, lief ich im Park hin und her

Traf die Dichter rings in den Tannen.

Czechowski kam klagend den Hauptweg entlang

0 meine Leber rief er fressen die Geier

(...)

Leising und Mickel lehnten am steinernen Söller

Als eben der Mond über Jüterbog makellos aufging

Sie tranken spanischen Rotwein von Fries

Und skandierten herrliche Stücke, Grabbe

Hatte den Finger ins Windlicht gesteckt

Und machte Elke eine lange Erklärung. Braun

Dachte einesteils andrerseits und erwog den Gedanken

Sein Schauspiel zum siebten Mal zu verändern

Da trieben uns die reinsten Akkorde

Die Stufen hinunter und ich riß die Tür auf.